# Patile
Die Patile, auch bezeichnet als Ganges Patile, Patilé, Patalia oder Patella war ein indischer Segelschiffstyp. Zum Einsatz kam das Segelschiff vom 19. bis Anfang des 20. Jahrhunderts unter anderem auf dem Ganges.
Ausgestattet war der Einmaster mit einem großen Balanceruder, welches sich leicht bewegen ließ. Außergewöhnlich war die Beplankung des Schiffes. Die Patile war, ähnlich den Koggen der Hansezeit, geklinkert. Ein langes Deckhaus gab dem Schiff ein Aussehen, welches an das eines Hausbootes erinnerte.